# Långsjöparken

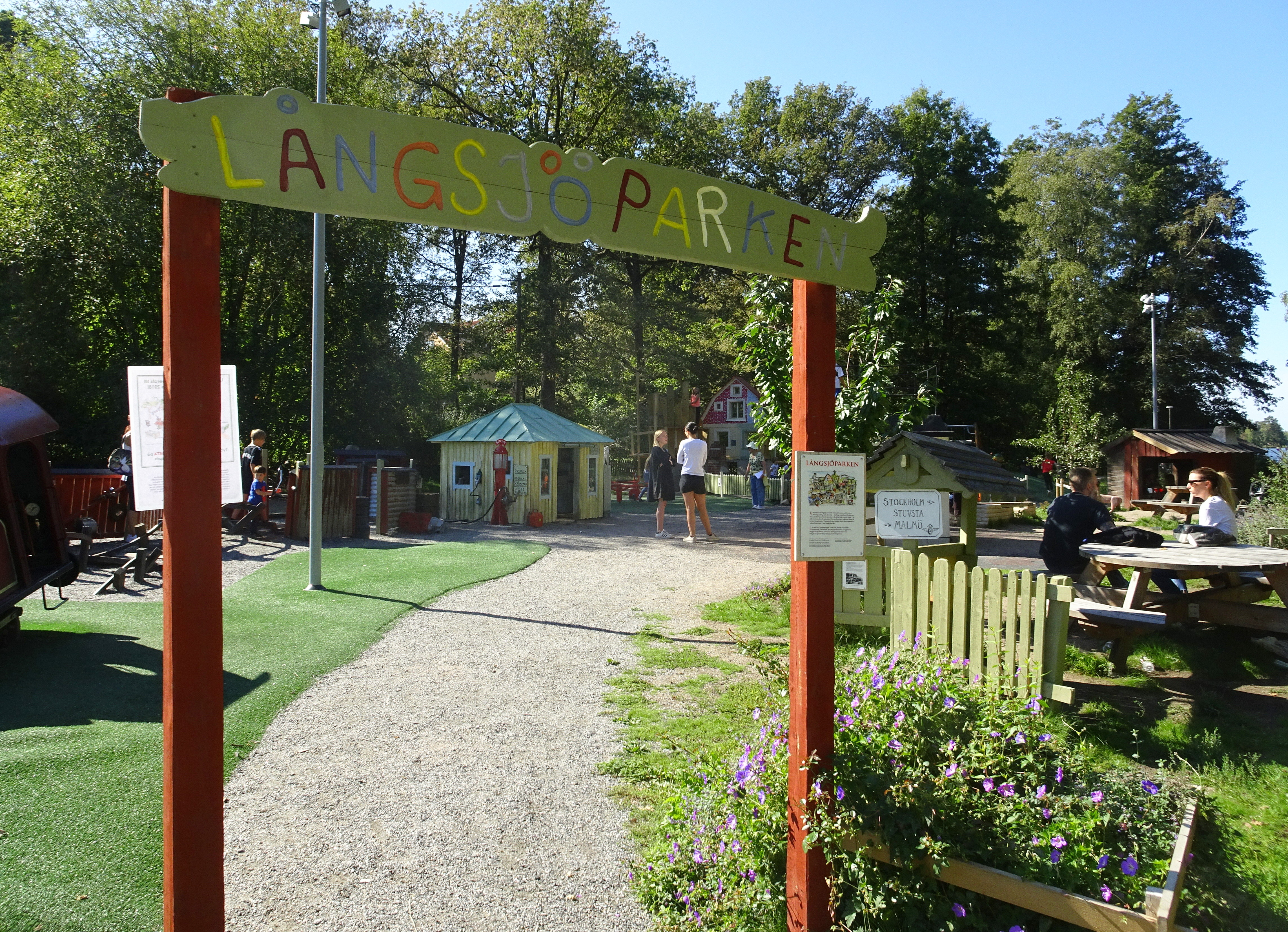
Långsjöparken, september 2018.

Långsjöparken är en temalekpark vid Stambanevägen 108 i kommundelen Stuvsta-Snättringe, Huddinge kommun. Lekparken invigdes i juni 2018 och ligger i grönområdet direkt öster om Långsjön som gav parken sitt namn. I anslutning till lekplatsen finns gräsytor och en mindre fotbollsplan. Långsjöparken nominerades som en av fem kandidater till  Huddinges byggnadspris 2018.

## Beskrivning
Lekplatsen är uppbyggd efter lokalhistoriska teman och består av flera delområden. Både vuxna och barn kan få sig en lekfull historielektion om några händelser och företeelser i kommunen. Skyltar informerar om den verkliga historiska bakgrunden. Exempelvis symboliserar "Korkskruven", "Milstenen" och en liten stenvalvbro Göta landsväg som gick inte långt härifrån och med en trävilla under uppförande hyllas nybyggarna och entreprenörerna som format Stuvsta, Snättringe och Huddinge. Det finns olika platser för barnen att leka affär, som i Loffes grill eller i bensinstationen. En av huvudattraktionerna är ett urspårat och halvsjunket rött lokomotiv som berättar om järnvägsolyckan i Huddinge 1908, vilken ägde rum i kurvan norr om Huddinge station den 19 september 1908. Lekplatsen utformades av Lekplatsbolaget och Tema Markmiljö i samarbete med Huddinge kommun.

## Bilder

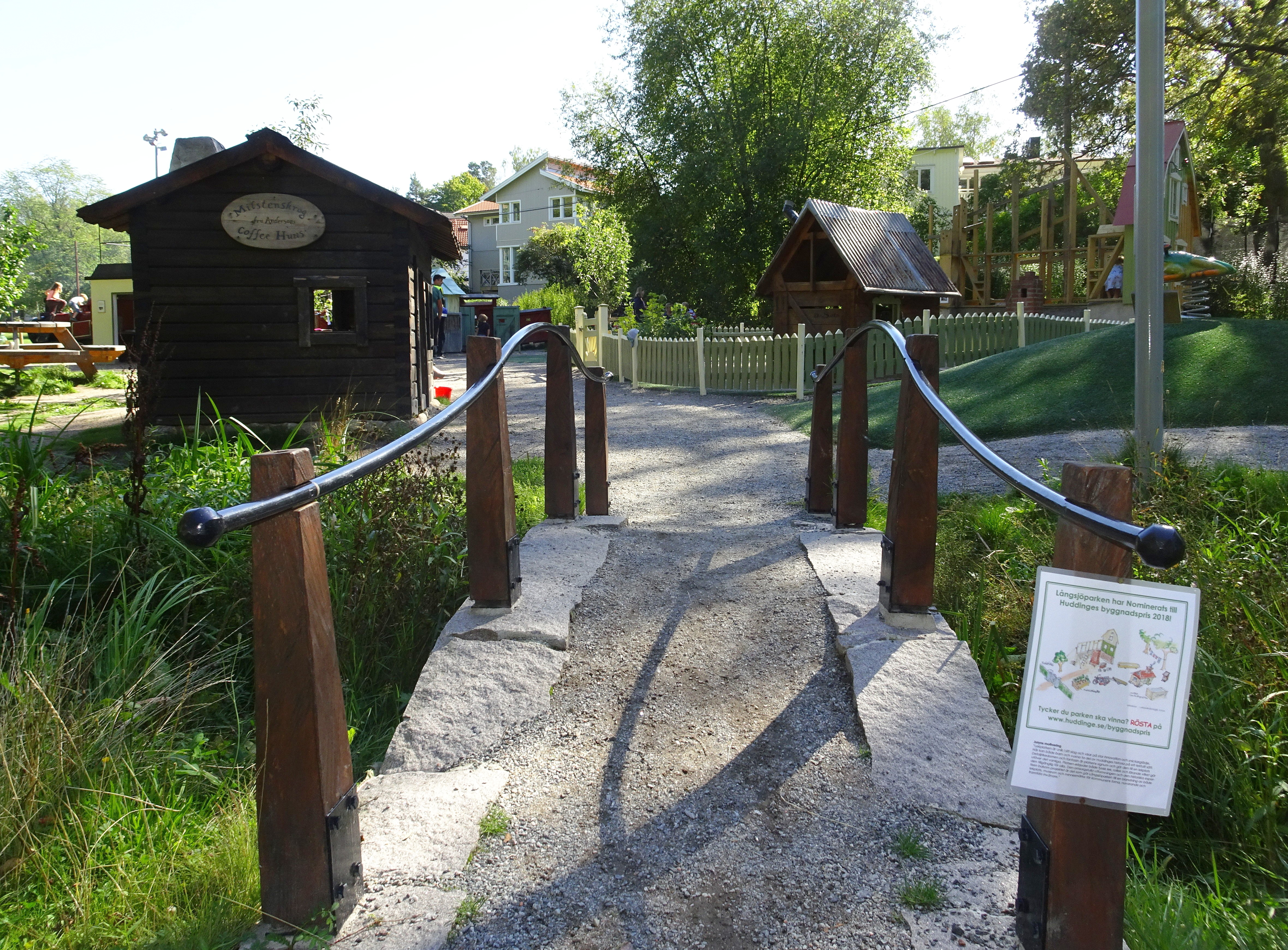
Göta landsväg.
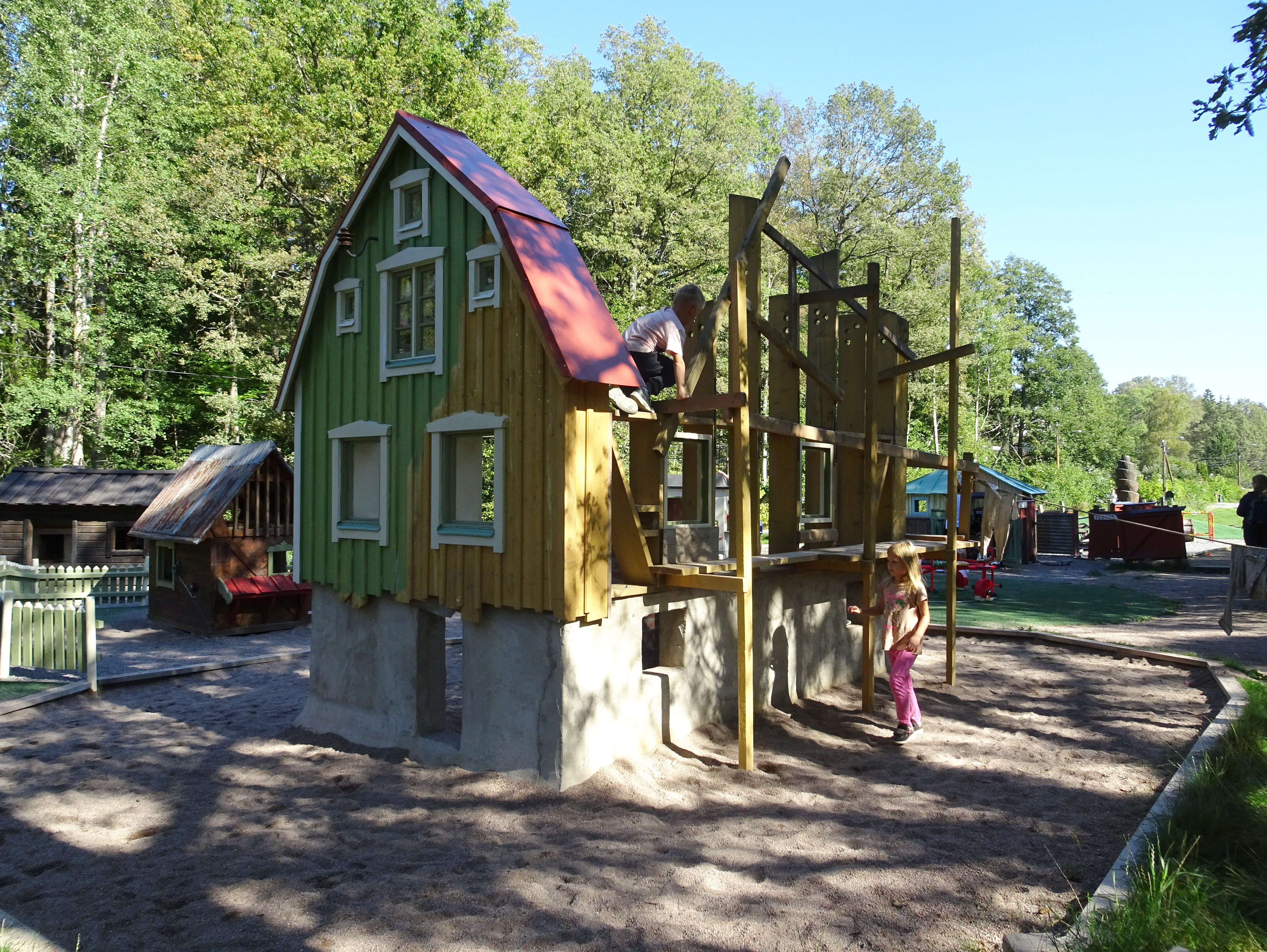
Nybyggarna.
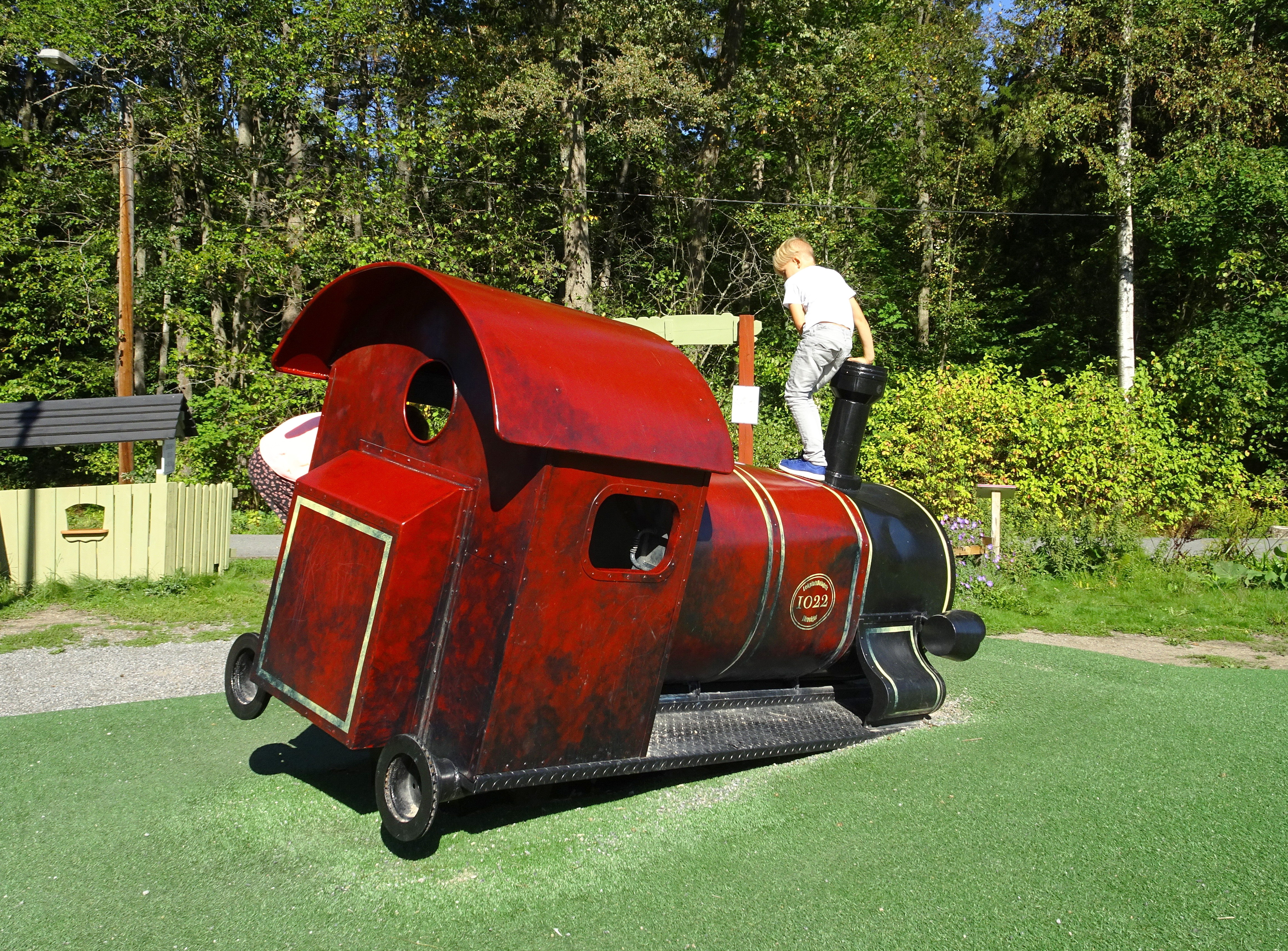
Det sjunkande loket.
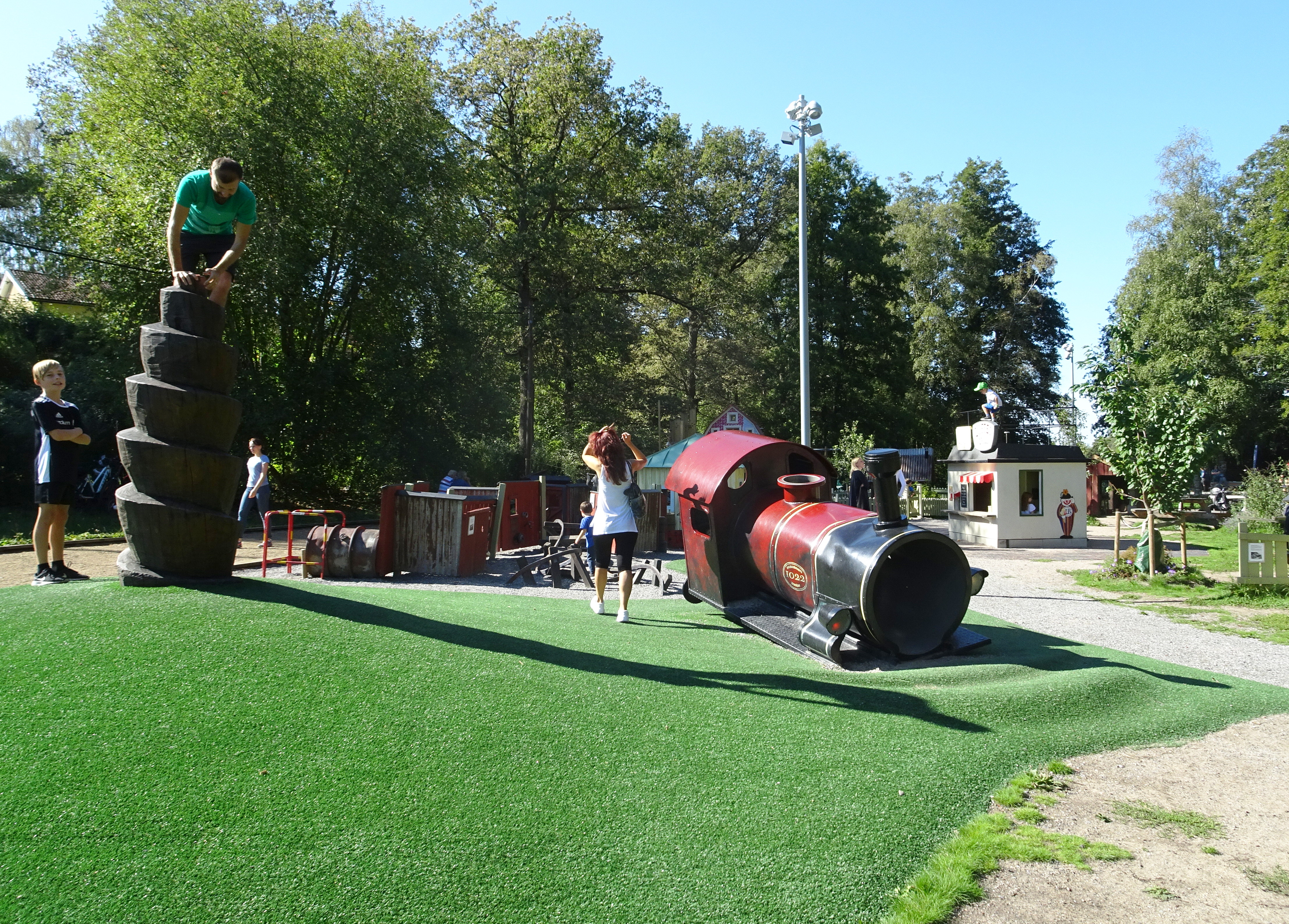
Korkskruven och loket.
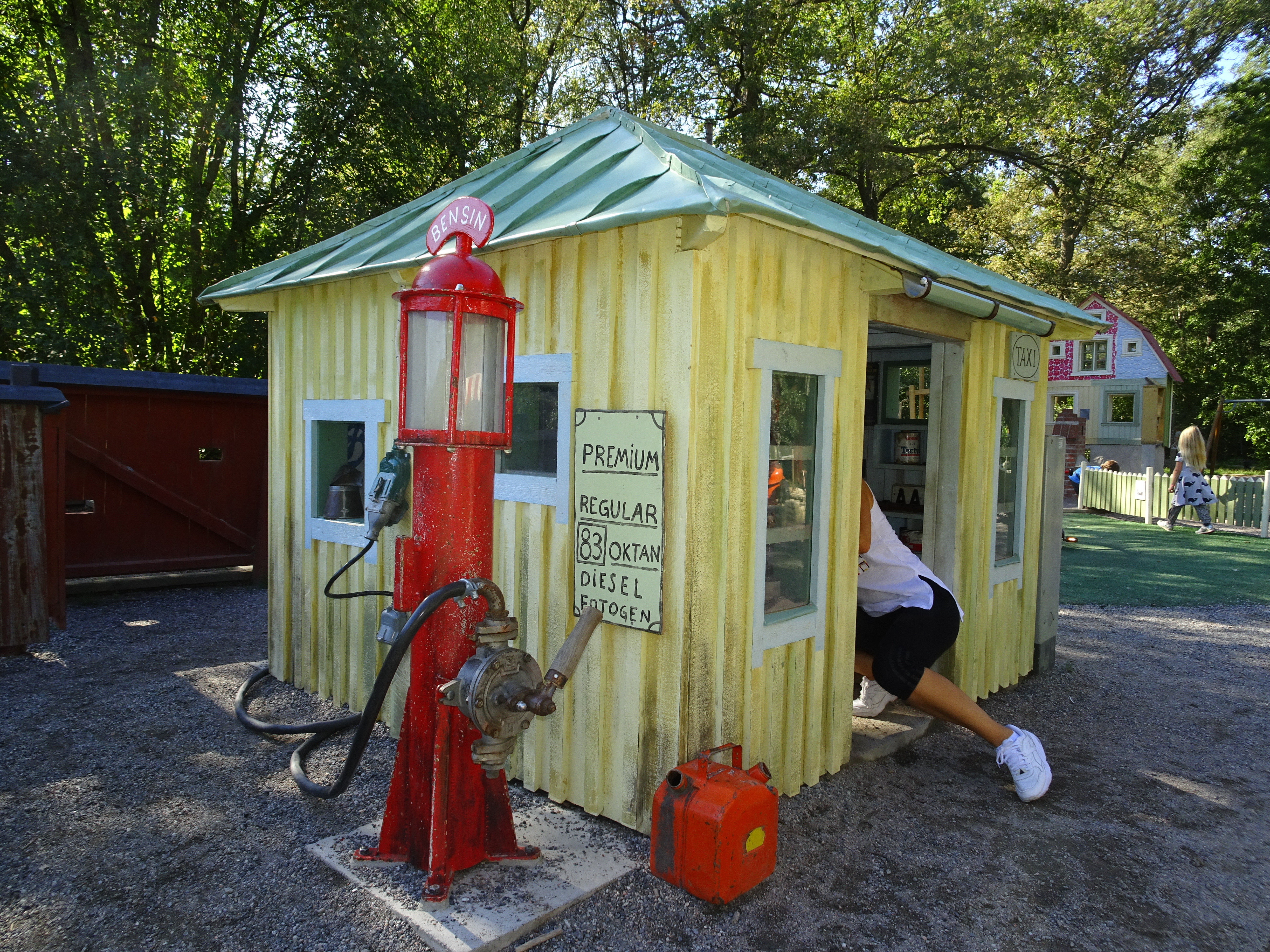
Bensinstationen.

## Nominering till Huddinges byggnadspris
Juryns motivering:
| ” | Lekplatsen är unik i sitt slag och visar på stor innovation och snickarglädje. Här kan både barn och vuxna ta del av Huddinges historia på ett lekfullt sätt. Detaljrikedomen och fantasin är platsens signum och gör den till en lekplats utöver det vanliga. Platsen erbjuder både fysisk lek, rollek och lärande vilket gör den tillgänglig för alla. Den omsorgsfulla utformningen och den historiska expertisen bakom projektet är det som gör Långsjöparken till en blandning av både lekplats, museum och minnesmärke för kommunens forna, nuvarande och framtida invånare. | „ |